# Myriophyllum mexicanum
Myriophyllum mexicanum är en slingeväxtart som beskrevs av S. Wats.. Myriophyllum mexicanum ingår i släktet slingor, och familjen slingeväxter. Inga underarter finns listade i Catalogue of Life.